# Winkel (Haut-Rhin)
Winkel település Franciaországban, Haut-Rhin megyében. Lakosainak száma 291 fő (2022. január 1.). Winkel Ligsdorf, Bendorf, Durlinsdorf, Liebsdorf, Oberlarg és Lucelle községekkel határos.

## Népesség
A település népessége az elmúlt években az alábbi módon változott:
| Lakosok száma | 324  | 312  | 317  | 304  | 302  | 300  | 296  | 294  | 291  |
|               | 2013 | 2015 | 2016 | 2017 | 2018 | 2019 | 2020 | 2021 | 2022 |